# Tak Fujimoto
Takashi Fujimoto, detto Tak (San Diego, 12 luglio 1939), è un direttore della fotografia statunitense di origini giapponesi.
È stato collaboratore abituale di Jonathan Demme, per il quale ha curato la fotografia di una decina di film in vent'anni, da Femmine in gabbia del 1974 a The Manchurian Candidate del 2004, fra cui Il silenzio degli innocenti e Philadelphia. Tra gli altri suoi lavori più importanti, quelli per M. Night Shyamalan, in particolare Il sesto senso (1999).

## Biografia
Dopo aver compiuto i propri studi all'Università di Berkeley, Tak Fujimoto si trasferisce in Inghilterra per frequentare la London Film School.
Inizia la propria carriera nella troupe di Haskell Wexler, lavorando soprattutto in campo pubblicitario. 
Nel 1973 esordisce come direttore della fotografia di un lungometraggio cinematografico, con l'opera prima di Terrence Malick, il road movie La rabbia giovane, mentre l'anno successivo con il carcerario Femmine in gabbia collabora per la prima volta con Jonathan Demme, dando inizio ad un fortunato sodalizio professionale di lunga durata, che passa dalle piccole produzioni per la New World Pictures di Roger Corman alle commedie degli anni ottanta e alle grandi produzioni hollywoodiane dei novanta, contribuendo in modo decisivo alle trasformazioni stilistiche del cinema dell'autore, culminate negli espressionisti Il silenzio degli innocenti e Beloved.
Negli anni settanta lavora nell'ambito dei film di genere a basso costo, ma anche in una produzione importante come Guerre stellari (1977), in veste di direttore della fotografia della seconda unità. Negli anni ottanta lavora soprattutto nella commedia, firmando le immagini di due piccoli classici adolescenziali di quel periodo, Bella in rosa (Pretty in Pink) e Una pazza giornata di vacanza.
Nel 1999 collabora per la prima volta con M. Night Shyamalan per Il sesto senso, nel quale dimostra la propria capacità di rappresentare l'invisibile mescolando effetti realizzati nelle riprese e interventi di post-produzione, già sperimentata l'anno prima in Beloved. Con Shyamalan lavora poi in altri due film fantastici ma visivamente più realistici, Signs (2002) ed E venne il giorno (2008).
Nel 2008 cura la fotografia della celebrata miniserie televisiva della HBO John Adams, vincitrice di quattro Golden Globe e di tredici Premi Emmy (uno dei quali premia appunto il suo lavoro).

## Filmografia

### Cinema
- La rabbia giovane (Badlands), regia di Terrence Malick (1973)
- Femmine in gabbia (Caged Heat), regia di Jonathan Demme (1974)
- Bootleggers, regia di Charles B. Pierce (1974)
- Anno 2000 - La corsa della morte (Death Race 2000), regia di Paul Bartel (1975)
- Switchblade Sisters, regia di Jack Hill (1975) (direttore della fotografia della seconda unità)
- Crazy Mama, regia di Jonathan Demme (1975) (direttore della fotografia della seconda unità)
- Dr. Black, Mr. Hyde, regia di William Crain (1976)
- Cannonball, regia di Paul Bartel (1976)
- Chatterbox... il sesso parlante (Chatterbox), regia di Tom DeSimone (1977)
- Bad Georgia Road, regia di John C. Broderick (1977)
- Guerre stellari (Star Wars), regia di George Lucas (1977) (direttore della fotografia della seconda unità)
- Ricorda il mio nome (Remember My Name), regia di Alan Rudolph (1978)
- Stony Island, regia di Andrew Davis (1978)
- Il segno degli Hannan (Last Embrace), regia di Jonathan Demme (1979)
- Where the Buffalo Roam, regia di Art Linson (1980)
- Una volta ho incontrato un miliardario (Melvin and Howard), regia di Jonathan Demme (1980)
- L'uomo del confine (Borderline), regia di Jerrold Freedman (1980)
- National Lampoon's Movie Madness, regia di Bob Giraldi e Henry Jaglom (1982)
- Lampi sull'asfalto (Heart Like a Wheel), regia di Jonathan Kaplan (1983)
- Swing Shift - Tempo di swing (Swing Shift), regia di Jonathan Demme (1984)
- Bella in rosa (Pretty in Pink), regia di Howard Deutch (1986)
- Una pazza giornata di vacanza (Ferris Bueller's Day Off), regia di John Hughes (1986)
- Qualcosa di travolgente (Something Wild), regia di Jonathan Demme (1986)
- Congiure parallele (Backfire), regia di Gilbert Cates (1988)
- Una vedova allegra... ma non troppo (Married to the Mob), regia di Jonathan Demme (1988)
- Ancora insieme (Sweet Hearts Dance), regia di Robert Greenwald (1988)
- Cocoon - Il ritorno (Cocoon: The Return), regia di Daniel Petrie (1988)
- Miami Blues, regia di George Armitage (1990)
- Il silenzio degli innocenti (The Silence of the Lambs), regia di Jonathan Demme (1991)
- Cuori incrociati (Crooked Hearts), regia di Michael Bortman (1991)
- I gladiatori della strada (Gladiator), regia di Rowdy Herrington (1992)
- Singles - L'amore è un gioco (Singles), regia di Cameron Crowe (1992)
- La notte e la città (Night and the City), regia di Irwin Winkler (1992)
- Philadelphia, regia di Jonathan Demme (1993)
- Il diavolo in blu (Devil in a Blue Dress), regia di Carl Franklin (1995)
- That's Amore - Due improbabili seduttori (Grumpier Old Men), regia di Howard Deutch (1995)
- Music Graffiti (That Thing You Do!), regia di Tom Hanks (1996)
- Segreti (A Thousand Acres), regia di Jocelyn Moorhouse (1997)
- Beloved, regia di Jonathan Demme (1998)
- Il sesto senso (The Sixth Sense), regia di M. Night Shyamalan (1999)
- Le riserve (The Replacements), regia di Howard Deutch (2000)
- Signs, regia di M. Night Shyamalan (2002)
- The Truth About Charlie, regia di Jonathan Demme (2002)
- The Final Cut, regia di Omar Naim (2004)
- The Manchurian Candidate, regia di Jonathan Demme (2004)
- Breach - L'infiltrato (Breach), regia di Billy Ray (2007)
- The Great Buck Howard, regia di Sean McGinly (2008)
- E venne il giorno (The Happening), regia di M. Night Shyamalan (2008)
- Devil, regia di John Erick Dowdle (2010)

### Televisione
- Almos' a Man, regia di Stan Lathan (1976)
- Some Kind of Miracle, regia di Jerrold Freedman (1979)
- Lawman Without a Gun, regia di Jerrold Freedman (1979)
- Divorce Wars: A Love Story, regia di Donald Wrye (1982)
- The Seduction of Gina, regia di Jerrold Freedman (1984)
- Brivido seducente (Seduced), regia di Jerrold Freedman (1985)
- Il misterioso caso del drago cinese (Blackout), regia di Douglas Hickox (1985)
- MacGyver (1985) - Pilot
- Cast the First Stone, regia di John Korty (1989)
- John Adams, regia di Tom Hooper (2008)